# ジベンゾ(a,j)アントラセン
ジベンゾ[a,j]アントラセン（dibenz[a,j]anthracene）は、化学式がC22H14で表される多環芳香族炭化水素の一つ。